# Imanol Machuca
Imanol Javier Machuca (Roldán, Provincia de Santa Fe, Argentina; 15 de enero de 2000) es un futbolista argentino nacionalizado malasio. Juega como mediocampista ofensivo y su primer equipo fue Unión de Santa Fe. Actualmente milita en Vélez Sarsfield de la Liga Profesional.

## Trayectoria

### Inicios
Oriundo de Roldán, Imanol Machuca se inició en las infantiles del club San Lorenzo de su ciudad natal, luego pasó por El Porvenir del Norte de San Jerónimo Sud y Sportivo Matienzo de Pujato hasta que en 2016 se sumó a las divisiones formativas de Talleres de Córdoba.

### Unión de Santa Fe
Luego de dos años donde las oportunidades fueron escasas, dejó las inferiores del club cordobés para probar suerte en otro lado: si bien estuvo cerca de incorporarse a Vélez Sarsfield, al final terminó fichando por Unión de Santa Fe y rápidamente se ganó un lugar en el equipo de Reserva; sus destacaciones actuaciones hicieron que a principios de 2019 el técnico Leonardo Madelón lo llevara a la pretemporada con el plantel profesional. Ese mismo año y debido a que el objetivo estaba puesto en el partido revancha por Copa Sudamericana, el entrenador decidió armar un equipo alternativo para enfrentar a San Martín de Tucumán por la Copa de la Superliga y Machuca tuvo la chance de integrar el banco de suplentes aunque finalmente no ingresó.
En 2020, con la llegada de Juan Manuel Azconzábal, fue incluido en la lista de jugadores para la Copa Sudamericana y además firmó su primer contrato con el club. Su debut como profesional se produjo el 29 de octubre, en la derrota de Unión 1-0 ante Emelec de Ecuador: ese día ingresó a los 43 del ST en reemplazo de Juan Manuel García.

### Fortaleza
El 28 de julio de 2023 fichó por Fortaleza, que pagó 2,5 millones de dólares y firmó contrato hasta 2027.

### Vélez Sarsfield
A principios de 2025 fue cedido a préstamo por una temporada a Vélez Sarsfield.

## Estadísticas
- Actualizado al 19 de agosto de 2025

### Clubes
| Club                | Div.                | Temporada           | Liga | Liga | Copa Nacional | Copa Nacional | Copa Internacional | Copa Internacional | Total | Total |
| Club                | Div.                | Temporada           | PJ   | G    | PJ            | G             | PJ                 | G                  | PJ    | G     |
| ------------------- | ------------------- | ------------------- | ---- | ---- | ------------- | ------------- | ------------------ | ------------------ | ----- | ----- |
| Unión Argentina     | 1.ª                 | 2018/19             | 0    | 0    | 0             | 0             | -                  | -                  | 0     | 0     |
| Unión Argentina     | 1.ª                 | 2019/20             | 0    | 0    | 0             | 0             | -                  | -                  | 0     | 0     |
| Unión Argentina     | 1.ª                 | 2020                | -    | -    | 1             | 0             | 1                  | 0                  | 2     | 0     |
| Unión Argentina     | 1.ª                 | 2021                | 13   | 2    | 8             | 0             | -                  | -                  | 21    | 2     |
| Unión Argentina     | 1.ª                 | 2022                | 23   | 3    | 12            | 0             | 8                  | 0                  | 43    | 3     |
| Unión Argentina     | 1.ª                 | 2023                | 22   | 4    | 1             | 1             | -                  | -                  | 23    | 5     |
| Unión Argentina     | Total               | Total               | 58   | 9    | 22            | 1             | 9                  | 0                  | 89    | 10    |
| Fortaleza · Brasil  | 1.ª                 | 2023                | 16   | 2    | -             | -             | 6                  | 0                  | 22    | 2     |
| Fortaleza · Brasil  | 1.ª                 | 2024                | 6    | 2    | 9             | 0             | -                  | -                  | 15    | 2     |
| Fortaleza · Brasil  | 1.ª                 | 2024                | 15   | 1    | 4             | 0             | 8                  | 1                  | 27    | 2     |
| Fortaleza · Brasil  | Total               | Total               | 37   | 5    | 13            | 0             | 14                 | 1                  | 64    | 6     |
| Vélez Argentina     | 1.ª                 | 2025                | 13   | 1    | 3             | 0             | 3                  | 0                  | 19    | 1     |
| Vélez Argentina     | Total               | Total               | 13   | 1    | 3             | 0             | 3                  | 0                  | 19    | 1     |
| Total en su carrera | Total en su carrera | Total en su carrera | 108  | 15   | 38            | 1             | 26                 | 1                  | 172   | 17    |

### Selección
| Absoluta Malasia                         | 2025                | - | - | 1 | 0 | - | - | 1 | 0 |
| Absoluta Malasia                         | Total               | - | - | 1 | 0 | - | - | 1 | 0 |
| Total en su carrera                      | Total en su carrera | - | - | 1 | 0 | - | - | 1 | 0 |
| (1) Incluye Eliminatorias Copa Asiática. |                     |   |   |   |   |   |   |   |   |

## Palmarés

### Campeonatos regionales
| Título           | Club      | País   | Año  |
| ---------------- | --------- | ------ | ---- |
| Copa do Nordeste | Fortaleza | Brasil | 2024 |

### Campeonatos nacionales
| Título                  | Club            | País      | Año  |
| ----------------------- | --------------- | --------- | ---- |
| Supercopa Internacional | Vélez Sarsfield | Argentina | 2025 |